# Finitismo
Nella filosofia della matematica, il finitismo è un atteggiamento estremo di
costruttivismo: esso sostiene che ogni oggetto matematico esiste
solo se può essere costruito in un numero finito di passi a partire da numeri naturali o da
stringhe su un alfabeto finito in un numero finito di passi. Molti costruttivisti però, in contrasto con
questa posizione drastica, ammettono anche l'esistenza di oggetti costruiti con una procedura che effettua
una infinità numerabile di passi.
Il più famoso propugnatore del finitismo fu Leopold Kronecker, che affermò:
"Dio ha creato i numeri naturali, tutto il resto è opera dell'uomo."
Una posizione meno spinta è quella dei costruttivisti; anch'essi però
si richiamano alle idee finitiste di Kronecker.
Una posizione ancora più drastica del finitismo è chiamata ultrafinitismo o ultraintuizionismo;
figura di spicco di questo atteggiamento è Alexander Esenin-Volpin.